# Juan Jorge de Mecklemburgo
Juan Jorge de Mecklemburgo (3 de mayo de 1629, castillo de Lichtenburg cerca de Prettin - 9 de julio de 1675, Mirow ) fue un príncipe de la casa de Mecklenburg-Schwerin.

## Biografía
El príncipe Juan Jorge vino de la línea Schwerin de la Casa de Mecklemburgo y se atribuye a la 17.ª generación de su género. Fue el quinto hijo y el tercer varón del duque Adolfo Federico I de Mecklemburgo  de su primer matrimonio con Ana María, hija del conde Enno III de Frisia Oriental, nacido y criado en la familia más numerosa, que la Casa de Mecklemburgo ha experimentado (su padre tuvo 19 hijos en dos matrimonios). Pasó su infancia junto con su hermana Ana María durante el exilio del padre en la corte de la viuda del elector sajón Eduviges de Dinamarca en el castillo de Lichtenburg en Prettin.
Juan Jorge apareció en la oficina de Mirow después de su hermano Karl. En 1648, la comandancia de Mirow fue secularizada y convertida en una oficina administrativa ducal de Mecklemburgo con sede en Mirow.
Bajo el apodo "la ruptura", Juan Jorge era miembro de la sociedad fructífera de Weimar, el grupo literario más grande del barroco.
Juan Jorge siguió siendo insignificante para la dinastía. Como sucesor del padre, su hermano mayor, Cristián Luis I, se convirtió en duque gobernante de la región de Mecklemburgo-Schwerin en 1658. Su medio hermano más joven, Adolfo Federico, ganó la tercera división del estado de Mecklemburgo y en 1701 como Adolfo Federico II de Mecklemburgo-Strelitz . Tomó el trono de la parte recién formada de Mecklemburgo-Strelitz. Juan Jorge se casó el 2 de febrero de 1675, solo unos meses antes de su muerte, con Isabel Leonor de Brunswick-Wolfenbüttel. El matrimonio quedó sin hijos.
Murió en Mirow como resultado de un veneno que se le había dado por error en lugar de medicamentos y fue enterrado en la cripta del príncipe de Mirow. Su féretro no ha sobrevivido.
- Datos: Q1693763
- Multimedia: Johann Georg (Mecklenburg) / Q1693763